# Kulturdenkmale in Thüringen
Kulturdenkmale in Thüringen ist eine Schriftenreihe, die die Bau- und Kulturdenkmale im Freistaat Thüringen beschreibt. Sie wird seit 2006 vom Thüringischen Landesamt für Denkmalpflege und Archäologie herausgegeben und ist Bestandteil der länderübergreifenden Schriftenreihe Denkmaltopographie Bundesrepublik Deutschland.

## Bände
Jeder Band enthält ein umfangreiches Verzeichnis der Kulturdenkmale des betreffenden Gebietes in Katalogform, mit zahlreichen farbigen Abbildungen und Karten, sowie eine historische und geographische Überblicksdarstellung.
Verzeichnet sind Stadt- und  Dorfkirchen mit Ausstattungsstücken, charakteristische Bauwerke der urbanen und ländlichen Wohn- und Lebenskultur wie Wohn- und Mietshäuser, Villen, Schulen und weitere öffentliche und private Bauten.
Bisher erschienen im E. Reinhold Verlag in Altenburg folgende Einzelbände:
- Band 1. Landkreis Sonneberg, bearbeitet von Thomas Schwämmlein, Altenburg 2006, ISBN 978-3-937940-09-0.
- Band 2.1. Stadt Eisenach. Landhäuser und Villen am Fuße der Wartburg, bearbeitet von Herlind Reiss, Altenburg 2007, ISBN 978-3-937940-24-3.
- Band 3. Stadt Gera, bearbeitet von Anja Löffler, 2007, ISBN 978-3-937940-33-5.
- Band 4.1. Stadt Weimar. Altstadt, bearbeitet von Rainer Müller, Altenburg 2009, ISBN 978-3-937940-54-0.
- Band 4.2. Stadt Weimar. Stadterweiterung und Ortsteile, bearbeitet von Rainer Müller, Altenburg 2009, ISBN 978-3-937940-54-0.
- Band 5.1. Kyffhäuserkreis. Überblicksdarstellungen, bearbeitet von Rainer Müller, Altenburg 2014, ISBN 978-3-937940-92-2.
- Band 5.2. Kyffhäuserkreis. Westlicher Teil, bearbeitet von Anja Löffler, Eva Novotny und Julia Raasch-Bertram, Altenburg 2014, ISBN 978-3-937940-92-2.
- Band 5.3. Kyffhäuserkreis. Östlicher Teil, bearbeitet von Dietrich Wiegand, Altenburg 2014, ISBN 978-3-937940-92-2.